# آخرین نوار کراپ

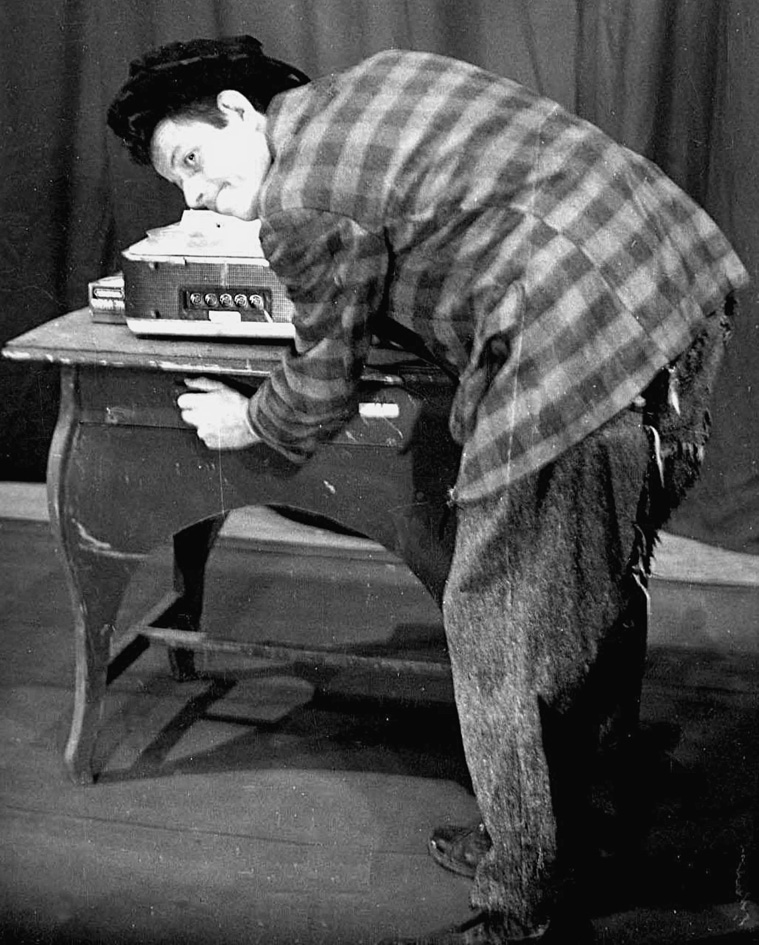
آخرین نوار کراپ

آخرین نوار کراپ نمایشنامه‌ای است که در شیوه ابزرد توسط ساموئل بکت، نویسنده ایرلندی و یکی از بزرگان سبک ابزرد(پوچی) نوشته شده‌است. وی این نمایشنامه را درسال ۱۹۵۷ و پس از نمایشنامه بازی بدون کلام (نمایشنامه فاقد گفتگو)، همان سالی که نمایشنامه معروف در انتظار گودو به اجرا در آمد نوشت که یکی از آثار منحصر به فرد وی به شمار می‌آید.

## کلیت نمایشنامه
نمایشنامه «آخرین نوار کراپ» به صورت یک تک‌گویی است. این نمایشنامه داستان شخصی را به تصویر می‌کشد که خاطراتش را از طریق گوش دادن نوارهایی که خودش ضبط کرده مرور می‌کند. او معتاد به خوردن موز است که گاهی روی پوست موزها زمین می‌خورد.
از موارد ضبط کرده خود گاه می‌خندد وگاه مواردی را مثل مشروب نوشیدن به یاد می‌آورد. در قسمتی از نمایشنامه وی دفتری را ورق می‌زند که در ان وارد مدخلی بایگانی شده می‌شود که در آن جعبه سه... حلقه نج نوشته شده. نوارهایی که او به آن‌ها گوش می‌دهد مربوط به سی ونه سالگی و بیست و هشت سالگی و شست و نه سالگی خود است. نمایشنامه مانند دیگر آثار بکت روندی ثابت و کارهای تکراری را دنبال می‌کند و تنها شخصیت آن تمام کارهای خود را با کمی تغییر تکرار می‌کند مثل این که موز را با پافشاری از کشوی قفل شده بردارد یا روی پوست آن زمین بخورد. وجود کلماتی مثل «ترمّل» که صدای ضبط شده او در مورد مادرش می‌گوید نیز گاه واصلی میان او در سنین مختلف است. یکی از نوارهایی که کراپ می‌خواهد به آن گوش دهد مربوظ به سی ونه سالگی اوست که آن را به صورت دور تند گوش می‌دهد و ما به صورت جسته وگریخته از موضوعاتی مثل خوردن موز، مردن مادر کراپ که مدتی بیوه بوده، یک سگ، شب طوفانیو رابطه‌ای عاشقانه که در آن شکست خورده است و در نمایشنامه بسیار مهم است.
کراپ پیر در این سن نیز پس از گوش دادن به نوارهای خود سعی در پی گرفتن آرزوهایش است. در پایان نمایشنامه صدای ۳۰ سال پیش کراپ در نوار می‌گوید:بهترین سال‌های عمرم فنا شدند...وهمین طور صدای نوار می اید تا نمایشنامه به پایان می‌رسد.

## تحلیل متن
از عنوان این نمایشنامه چنین برمی آید که کراپ (پیرمردی سالخورده که گوش‌های سنگین وچشمان کم سو دارد آخرین سخنان خود را به صورت نواری ضبط شده بیان می‌کند. با خواندن نمایشنامه معلوم می‌شود که وی در تمام عمر، برداشت‌هایش در بارهٔ زندگی خویش را در نوار ضبط کرده‌است و اکنون در آپارتمان خود که اثاثی زیادی ندارد، به نوارهای قدیمی خود گوش می‌سپارد ونوارهایی جدید ضبط می‌کند.
در واقع در بخش اعظم این نمایشنامه هیچ اتفاقی رخ نمی‌دهد مگر گوش دادن به صدای کراپ که سی سال قبل در نواری ضبط شده‌است. این هم دستاورد عظیم دیگری در زمینهٔ مفاهیم ساختاری در تئاتراست، زیرا در اینجا صدای فعلی کراپ که نواری را برای آینده ضبط می‌کند، در تقابل با صدای گذشته او قرار گرفته که سی سال پیش در نوار ضبط شده‌است. آنچه این وضعیت را پیچیده تر می‌کند این است که صدای فعلی کراپ برای آینده در نظر گرفته شده و بدین ترتیب صدای گذشتهٔ او در واقع متعلق به زمان حال است.
همچون بسیاری از شخصیت‌های اثار بکت، کراپ به دنیای انسان‌های مطرود تعلق دارد. وی شلوار و جلیقه‌ای به رنگ سیاه رنگ و رو رفته و کفش‌های سفید و کثیف پوشیده است. قیافه او کم وبیش شبیه انسان‌های فرتوتی است که در سایر نمایشنامه‌های بکت می‌بینیم. تأکید نمایشنامه نگار بر سفید بودن صورت و ارغوانی بودن بینی کراپ دلالت بر این داردئ که وی یکی دیگر از شخصیت‌های تالار موسیقی بکت است. مثل ولادمیر و استراگون که در نمایشنامهٔ در انتظار گودو هویج و شلغم را گاز می‌زنند و می‌خورند، در اینجا کراپ در حین نمایش موز می‌خورد و از صدای ضبط شده در نوار درمیابیم که سی سال قبل نیز وی موز می‌خورده است.
شکست رابطه عاشقانه کراپ در واقع شکست انسان‌ها را در مراوده با یکدیگر به تصویر می‌کشد. کراپ در چشمان معشوقه خود به دنبال خویش است در حالی که بیشتر تقاضای راه یافتن به دنیای معشوق را داد. پس از این شکست کراپ با نوارهایش مراوده دارد تا این که با فرد دیگر. درست همان گونه که در نمایشنامه در انتظار گودو اتفاق وتغییری برای افراد اصلی نمایشنامه رخ نمی‌دهد، برای کراپ نیز کماکان همان اتفاقات گذشته رخ می‌دهد و وی همان کارهای گذشته را تکرار می‌کند.
تلخ‌ترین قسمت نمایشنامه در جایست که، دیالوگ «بهترین سال‌های عمرم فنا شد» از نوار بیرون می‌آید در حالی که کراپ هنوز در حال تلف کردن عمرش است و هنوز به نوارها گوش می‌دهد و در همان تخیلات پیشین سیر می‌کند.
پس از پایان نمایش هنوز صدای کراپ سی سال پیش از دروننوار به گوش می‌رسد و پس از آن دیگر نه صدای کراپ ست ونه نوار. فاجعه نهایی این است که انسان پس از مدتی دیگر با خود هم رابطه نخواهد داشت وتفکر اصلی نویسنده رقم می‌خورد.